# Diabolo (manga)
Pour les articles homonymes, voir Diabolo.
Diabolo est un manga en trois tomes dessiné par Kei Kusunoki et scénarisé par Kaoru Ohashi.
Le premier tome est sorti au Japon en 2001 chez l'éditeur Sobisha. Le deuxième en 2002 et le troisième en 2003.
En France, le premier tome est sorti en avril 2007, le deuxième en août 2007 et le troisième courant novembre 2007 chez Soleil Manga.

## Résumé
Rai est un orphelin dont le seul ami est Ren.
Ce dernier vit avec ses parents et sa cousine Mio qui a subi des violences de la part de ses parents.
Lorsque Ren présente Mio à Rai, celui-ci jure de devenir plus fort pour la protéger.
Cependant, ce n'est pas Dieu qui entend sa promesse, mais les démons. Aveuglés par les paroles réconfortantes des démons, les deux enfants ont malgré eux scellé un pacte qui entraîne la disparition de Mio.
Dix ans plus tard, le temps de payer est venu. Doté de pouvoirs démoniaques (Ren est l'épée et Rai le bouclier), les deux amis tentent d'aider des adolescents qui comme eux succombent aux tentations démoniaques.
Jusqu'à leur 18 ans, ils seront des humains aux puissants pouvoirs, mais lors de leur 18e anniversaire le pacte s'achève et les pactisants doivent céder leur humanité et devenir des démons.

## Les auteurs
Mayumi Oohashi alias Kei Kusunoki est née en mai 1966 à Iwakura. Elle publiait dans Shonen Big avec un groupe de Mangaka. Elle est la sœur jumelle Kaoru Oohashi, qui a elle-même contribué à l'écriture et au dessin de « Diabolo ». Le style des deux sœurs est aussi similaire que leur ressemblance physique.
Kei Kusunoki a fait ses débuts en tant que mangaka en 1982, alors qu'elle était encore au lycée. Sa première œuvre (Nanika ga kanojo tori suita ?) a été créé dans le cadre du concours du magazine Ribon Original.
Elle est également l'auteur de Girls Saurus (un autre manga). Elle est inscrite dans de nombreux genres allant de la comédie jusqu'à l'horreur en passant par le shonen (style de manga tourné vers les arts martiaux).
Elle s'est mariée le 2 juillet 1998, cependant elle souhaiterait avoir plus de temps pour travailler. Son vœu le plus cher est en effet de rester mangaka jusqu'à la fin de ses jours.
Ses loisirs, bien que devenus rares pour cause de travail, sont les sources thermales, les voyages, le cinéma, et Internet. Par-dessus tout, elle adore les lettres de ses fans qui l'encouragent dans son travail.
Enfin, sa philosophie est de toujours garder le sourire même dans les moments difficiles.

## Liens divers
Éditeur français :
Manga Soleil
Éditeur japonais :
Sobisha